# Президент Намібії
Президент Намібії — глава держави в Намібії, що обирається всенародно на п'ятирічний термін. Посада з'явилася після здобуття Намібією незалежності в 1990 році.

## Список президентів Намібії
|   | Ім'я                  | Роки життя | Вступив на посаду | Залишив посаду     | Партія |
| 1 | Сем Нуйома            | 1929—2025  | 21 березня 1990   | 21 березня 2005    | СВАПО  |
| 2 | Хіфікепуньє Похамба   | нар. 1935  | 21 березня 2005   | 21 березня 2015    | СВАПО  |
| 3 | Хаге Гейнгоб          | 1941—2024  | 21 березня 2015   | 4 лютого 2024      | СВАПО  |
| 4 | Нанголо Мбумба        | нар. 1941  | 4 лютого 2024     | чинний             | СВАПО  |
| 5 | Нетумбо Нанді-Ндайтва | нар. 1952  | 21 березня 2025   | обрана президентка | СВАПО  |